# Xanthorhoe coarctata
Xanthorhoe coarctata är en fjärilsart som beskrevs av Louis Beethoven Prout 1914. Xanthorhoe coarctata ingår i släktet Xanthorhoe och familjen mätare. Inga underarter finns listade i Catalogue of Life.